# IHQ의 음반

이 문서는 싸이더스 HQ에서 발표한 음반 목록이다.

## 2000년대
- 2001년 2월 12일 차태현 - Accident
- 2002년 1월 1일 현진영 - 21C New Dance Jin Young Vol.4
- 2002년 2월 5일 유미 - Sad
- 2002년 5월 31일 LUV - Story - Orange Girl
- 2003년 5월 1일 차태현 - The Book
- 2006년 3월 27일 현진영 - Street Jazz In My Soul
- 2007년 5월 4일 현진영 - Paradise
- 2007년 6월 12일 소울스타 - 우리가 이별할 때[1]
- 2008년 3월 13일 써드코스트 - First Collection
- 2008년 3월 18일 문희준 - MoonHeeJun Special Album
- 2009년 6월 18일 문희준  - Last Cry
- 2009년 9월 22일 황정음 - [Digital Single] N-Time

## 2010년대
- 2010년 4월 6일 솔비 - [Digital Single] 어쩌죠
- 2010년 6월 10일 써드코스트 - Altered Surface (EP)
- 2010년 7월 5일 솔비 - [Digital Single] 이퀘지레템바 (희망의 별) OST[2]
- 2010년 7월 13일 박재범 - 믿어줄래
- 2010년 10월 26일 박재범 - Bestie
- 2010년 12월 1일 솔비 - [Digital Single] 평생[3]
- 2010년 12월 20일 차태현 - 헬로우 고스트 OST
- 2011년 4월 27일 박재범 - TAKE A DEEPER LOOK (EP)[4]
- 2011년 6월 10일 황정음 - 내 마음이 들리니 OST Part.3
- 2011년 9월 5일 박재범 - [Digital Single] Demon
- 2011년 9월 5일 차태현 - 영화 챔프 OST
- 2011년 9월 20일 소울스타 - Rebirth
- 2011년 9월 29일 박재범 - Mr.아이돌 OST Part.1[5]
- 2011년 10월 14일 소울스타 - 더뮤지컬 OST Part.3
- 2011년 11월 3일 박재범 - [Digital Single] Girl Friend
- 2011년 12월 28일 박재범 - New Breed Part.1
- 2012년 2월 7일 박재범 - Take HD Special Maxi Album
- 2012년 2월 7일 박재범 - New Breed
- 2012년 3월 29일 박재범 - 옥탑방 왕세자 OST Part.2
- 2012년 5월 16일 박재범 - [Digital Single] FreshA!R:Breathe!T
- 2012년 8월 17일 솔비 - [Digital Single] 반대로 말하고..
- 2012년 8월 23일 솔비 - 솔비는 오뚜기
- 2013년 2월 14일 박재범 - [Digital Single] 2013 Appetizer
- 2013년 4월 10일 박재범 - JOAH
- 2013년 6월 21일 투아이즈 - 까불지마
- 2013년 7월 10일 박재범 - I Like 2 Party
- 2013년 9월 6일 박재범 - [Digital Single] Trill
- 2013년 10월 8일 투아이즈 - Shooting Star
- 2013년 11월 4일 김소현 - 수상한 가정부 OST Part.3
- 2014년 4월 11일 박재범 - [Digital Single] 메트로놈 (Metronome)[6]
- 2014년 5월 8일 God - [Digital Single] 미운오리새끼[7]
- 2014년 6월 1일 박재범 - [Digital Single] Taekwondo
- 2014년 7월 8일 God - Chapter 8
- 2014년 7월 25일 박재범 - [Digital Single] 나나 (NaNa)[8]
- 2014년 8월 18일 박재범 - [Digital Single] 약속해[9]
- 2014년 9월 1일 박재범 - EVOLUTION
- 2014년 9월 16일 박희본 - 썸남썸녀 OST
- 2014년 10월 6일 김소현 - 리셋 OST Part.1
- 2014년 10월 22일 God - [Digital Single] Thanks Edition `바람`
- 2014년 11월 11일 박선호 - 연애세포 OST Part.2
- 2014년 12월 1일 남규리 - [Digital Single] Moon River
- 2015년 3월 6일 이유비 - `스물` Special OST Part.1[10]
- 2015년 3월 6일 박재범 - [Digital Single] Lotto[11]
- 2015년 3월 9일 박재범 - [Digital Single] All I Got Time For
- 2015년 4월 3일 박재범 - [Digital Single] On It[12]
- 2015년 5월 8일 박재범 - [Digital Single] Sex Trip
- 2015년 5월 22일 박재범 - [Digital Single] Mommae[13]
- 2015년 5월 22일 임슬옹 - [Digital Single] NORMAL
- 2015년 6월 15일 박재범 - [Digital Single] WANT IT[14]
- 2015년 6월 16일 임슬옹 - 썸남썸녀 OST Part.1[15]
- 2015년 7월 17일 박재범 - [Digital Single] My Last[16]
- 2015년 8월 14일 박재범 - 오 나의 귀신님 OST Part.4
- 2015년 8월 15일 박재범 - 쇼미더머니 4 Part.4[17]
- 2015년 8월 26일 투아이즈 - [Digital Single] Pippi
- 2015년 9월 17일 임슬옹 - 연애세포 시즌 2 OST
- 2015년 9월 24일 박재범 - [Digital Single] Solo[18]
- 2015년 11월 5일 박재범 - WORLDWIDE
- 2015년 11월 20일 임슬옹 - [Digital Single] Melatonin
- 2015년 12월 9일 God - god Single Album
- 2016년 1월 11일 현진영 - [Digital Single] Street Jazz In My Soul Vol.2
- 2016년 2월 16일 임슬옹 - [Digital Single] 뭔가 될것같은 날[19]
- 2016년 3월 8일 박재범 - [Digital Single] All I Wanna Do[20]
- 2016년 3월 22일 박재범 - [Digital Single] 사실은[21]
- 2016년 4월 9일 임슬옹 - 미세스캅2 OST Part.2
- 2016년 4월 15일 현진영 - [Digital Single] 듀앳가요제 2회[22]
- 2016년 7월 7일 임슬옹 - 함부로 애틋하게 OST Part.2[23]
- 2016년 7월 13일 박재범 - Scene Stealers[24]
- 2016년 7월 16일 박재범 - [Digital Single] I Don't Disappoint[25]
- 2016년 7월 21일 김우빈 - 함부로 애틋하게 OST Part.6
- 2016년 7월 22일 현진영 - [Digital Single] 듀엣가요제 16회[26]
- 2016년 8월 10일 박재범 - [Digital Single] City Breeze[27]
- 2016년 8월 16일 김소현 - 싸우자 귀신아 OST Part.5
- 2016년 8월 18일 김연준 - 함부로 애틋하게 OST Part.13
- 2016년 9월 2일 박재범 - [Digital Single] Me Like Yuh[28]
- 2016년 10월 12일 박재범 - [Digital Single] 곁에 있어주길[29]
- 2016년 10월 13일 박준형 - [Digital Single] 이달의 행사왕[30]
- 2016년 10월 20일 박재범 - EVERYTHING YOU WANTED
- 2016년 11월 4일 임슬옹 - [Digital Single] 이별을 배웠어[31]
- 2017년 1월 7일 임슬옹 - [Digital Single] 그 순간
- 2017년 4월 27일 현진영 - 빛나라 은수 OST Part.22
- 2017년 5월 19일 현진영 - [Digital Single] 내마음대로
- 2017년 5월 23일 임슬옹 - 뮤지컬 마타하리 Part.1
- 2017년 6월 12일 임슬옹 - 뮤지컬 마타하리[32]
- 2017년 6월 20일 임슬옹 - [Digital Single] 너야
- 2017년 7월 6일 김소현 - 군주 - 가면의 주인 OST Part.16
- 2017년 9월 23일 모노그램 - [Digital Single] 일기장
- 2017년 10월 18일 모노그램 - 당신이 잠든 사이에 OST Part.6
- 2017년 10월 29일 이향숙 - [Digital Single] 믹스나인 Part.1
- 2017년 11월 19일 이향숙 - [Digital Single] 믹스나인 Part.3
- 2017년 11월 27일 임슬옹 - [Digital Single] 너의 바다
- 2018년 3월 7일 모노그램 - 소행성
- 2018년 4월 16일 모노그램 - 시를 잊은 그대에게 OST Part.7
- 2018년 6월 16일 모노그램 - 리치맨 OST Part.6
- 2018년 7월 30일 모노그램 - 사생결단로맨스 OST Part.3
- 2018년 11월 20일 빅맨 - [Digital Single] New Edition 06[33]
- 2018년 11월 27일 god - [Digital Single] 눈이 내린다
- 2018년 12월 21일 박준형 - [Digital Single] 2018 와썹맨 캐롤[34]
- 2019년 1월 10일 god - THEN&NOW[35]
- 2019년 2월 15일 박선호 - [Digital Single] 겨울을 걷다
- 2019년 3월 21일 박선호 - [Digital Single] _지마 (X1-MA)[36]
- 2019년 4월 14일 모노그램 - [Digital Single] 사진
- 2019년 5월 31일 빅맨 - [Digital Single] 하루하루
- 2019년 8월 16일 호우 - [Digital Single] 친구는 이제 끝내기로 해
- 2019년 9월 9일 호우 - 위대한 쇼 OST Part.1

## 2020년대
- 2020년 8월 31일 god[37] - 브람스를 좋아하세요? OST Part.1
- 2021년 5월 6일 혜린 - [Digital Single] 알아주길 바랬어
- 2021년 6월 20일 유소나 - 결혼작사 이혼작곡 2 OST Part.4
- 2022년 3월 17일 혜린 - 겨울 지나 벚꽃 OST Part.4
- 2022년 12월 2일 유소나 - 오마이키스 OST Part.3
- 2023년 4월 22일 루다 - 나와 X같은 스무살 OST Part.2
- 2023년 5월 31일 루다 - 린자면옥 OST Part.3[38]
- 2023년 12월 28일 혜린 - [Digital Single] 술 한잔할래요